# The Palmer Files: Herren der Apokalypse
The Palmer Files: Herren der Apokalypse ist die im Jahr 1996 gedrehte direkte (Fernseh-)Film-Fortsetzung des ein Jahr zuvor gedrehten Films The Palmer Files: Der Rote Tod um die Gestalt des Agenten Harry Palmer.

## Handlung
Harry hat in Moskau eine Privatdektektei mit seinem jungen Freund Nick und dem alten Agenten-Kollegen von der CIA, Craig Warner, sowie dem Ex-KGB-Offizier Oberst Gradsky eröffnet. Sie firmieren unter der Bezeichnung „Fitz all T-Shirt-Companie“.
Bei einem gemeinsamen Zirkusbesuch mit Nick bekommt Harry von einem Clown als Kontaktmann einen Zettel zugesteckt, auf dem steht, dass aus einer St. Petersburger Staats-Fabrik 1000 g angereichertes Plutonium A232 entwendet wurden und Harry es wieder beschaffen soll. Sie können aber den eigentlichen Auftraggeber nicht herausfinden. Ein Brief, der in ihrem Büro abgegeben wird, entpuppt sich als Briefbombe, die Harry gerade noch aus dem Fenster werfen kann, bevor sie explodiert. Alle vermuten Alexej Alexejewich als Absender, der noch eine Rechnung mit Harry wegen des verlorenen Geschäfts um einen biologischen Kampfstoff offen hat.
Nick ist bereits in St. Petersburg bei seiner Freundin, der Ballett-Tänzerin Tatjana.
Harry folgt ihm mit dem Nachtzug und trifft Nick. Im Hotel in St. Petersburg drängt sich Harry eine amerikanische Reporterin auf, die ihn unbedingt interviewen möchte, was Harry dankend ablehnt. Er muss mit Nick zum Oberhaupt der Polizei von St. Petersburg, General Kornikow, der ihnen jegliche Tätigkeit als Privatdetektive in der Stadt untersagt. Die russische Polizei kläre ihre Angelegenheiten selbst.
Bei einem Abendessen in St. Petersburgs teuerstem Nachtclub wird während eines Überfalls Tatjana entführt. Nick macht sich sofort auf die Suche nach ihr. Ihr Vater, der Kurator in der Eremitage ist, bittet ihn, seine Tochter nicht zu suchen, das würde sein Freund, General Kornikow, übernehmen. Nick weiß nicht, dass Tatjanas Vater vor seinem Erscheinen einen Anruf von Alexej Alexejewich erhielt, der die Rückgabe seiner Tochter in der kommenden Freitagnacht anbot, wenn er seine Instruktionen befolge.
Nick, der sicherheitshalber bei General Kornikow wegen einer Vermisstenanzeige nachfragt, erfährt, dass Tatjanas Vater deren Verschwinden nicht angezeigt hat.
Harry und er denken an eine Entführung und wollen Tatjana wiederfinden. Unterdessen wird Harrys Moskauer Büro offiziell von der Atomenergie-Aufsichtsbehörde in Wien mit der Suche nach dem verschwundenen Plutonium beauftragt. Pakistan, Iran und der Irak sowie die alte Truppe von „Carlos“ wären scharf auf das Zeug. Craig Warner und Oberst Gradsky unterstützen Harry und Nick bei der Suche nach Tajana, dem Plutonium und beim Sammeln von Informationen vom Moskauer Büro aus.
Harry will zum Schein St. Petersburg verlassen, um nach Moskau zurückzukehren. Er täuscht seine Verfolger, bleibt in der Stadt und trifft einen alten Freund, der beim Transport von Plutoniumproben verstrahlt wurde und sterben wird. Betroffen nimmt Harry mit Louis Kontakt auf, der Informationen an jedermann verkauft. Als sie sich bei einer Demonstration am Lenindenkmal treffen und Louis Harry die Hintermänner offenbaren will, wird er von einem Scharfschützen erschossen. Harry kann unverletzt unter die Demonstranten fliehen. Er ahnt aber, dass Alexej Alexejewich seine Finger im Spiel hat.
In der Eremitage trifft Harry zufällig wieder auf die Reporterin Brandy und einen Dr. Vestry, der viele Bilder fotografiert, die für eine Ausstellungsreise abgehängt werden. Dr. Vestry ist zwar Arzt, verdient aber nun sein Geld im Kunsthandel.
Nick beobachtet ebenfalls zufällig in der Ausstellung, wie Tatjanas Vater intensiv mit einem Fremden spricht. Er fotografiert beide und erfährt aus dem Moskauer Büro, dass es sich beim Gesprächspartner von Tatjanas Vater um Hans Schreiber, einen ehemaligen Stasi-Spion aus der DDR, handelt, der nun sein Geld mit schmutzigen Geschäften aller Art verdient.
Harry trifft sich in einem Spielcasino mit seinem alten Mafia-Gegner Juri Stephanowich. Harry hatte auch ihm das letzte Geschäft mit den Drogen und dem Geld aus dem Verkauf von biologischen Waffen verdorben. Juri eröffnet Harry, dass er weiß, dass er – Harry – Alexej Alexejewich und ihn selbst beim letzten „Geschäft“ hintergangen und gegeneinander ausgespielt hat.
Harry bittet Juri trotzdem, sich wegen des gestohlenen Plutoniums umzuhören, weil er denkt, damit ihrem gemeinsamen Gegner, Alexej Alexejewich, zu schaden.
Harry wird danach auf der Straße von zwei Männern entführt und zu Alexej Alexejewich gebracht. Beide sind sich weiterhin in Feindschaft freundlich verbunden. Harry weiß, dass Alexej Alexejewich das Plutonium verkaufen will, aber der hat es noch nicht und wartet selbst darauf.
Nick beobachtet Tatjanas Vater und bemerkt, wie Brandy zu Tatjanas Vater will. Der fährt mit einem Taxi davon zu den St. Petersburgeri Filmstudios. Nick und Brandy folgen ihm. Tatjanas Vater will seine Tochter sehen und wird in eine große Filmstudio-Halle gebracht. Dort zeigt ihm Hans Schreiber seine gefesselte Tochter und droht ihre Tänzerinnen-Füße zu verletzen, falls er nicht auf seine Forderungen eingeht. In letzter Sekunde will Nick Tatjana befreien, wird jedoch von Brandy daran gehindert, die in Alexej Alexejewichs Auftrag handelt. Nick und Tatjana werden gefesselt und in einen Requisitenraum gesperrt.
Nachdem Nick „ruhiggestellt“ wurde, versucht Brandy nun auch Harry in die St. Petersburger Filmstudios zu locken, damit er beseitigt werden kann. Doch Harry will die Suche ohne die Reporterin fortsetzen.
Es ist Freitagabend. In Juri Stephanowichs Casino trifft Harry auf Juri. Der Mafia-Boss kennt Hans Schreiber von den Olympischen Spielen in Moskau als guten Schützen. Er hat Papiere für seinen „alten Freund Schreiber“ besorgt, die seine Filmrequisiten sicher durch den Zoll und nach Helsinki bringen. Harry erklärt Juri, was Schreiber wirklich vorhat: die Bilder aus der Eremitage zu stehlen und damit das Plutonium zu bezahlen. Er appelliert an ihn als Russen, diesen kulturellen Frevel nicht zuzulassen. Juri verbündet sich mit Harry und beide machen sich auf den Weg in die St. Petersburger Filmstudios.
Dort ist mittlerweile auch der Transporter mit den Bildern aus der Eremitage angekommen. Die Gemälde sollen an Dr. Vestry gegen 5 Millionen Dollar in bar übergeben werden. Doch Dr. Vestry hat nur einen Scheck. Den Scheck will Hans Schreiber aber nicht annehmen, weil er nur für Bargeld das Plutonium von Alexej Alexejewich erhält. Brandy versucht mit dem Telefon in der Hand und Alexej Alexejewich in der Leitung zwischen allen ohne Erfolg zu vermitteln. Unterdessen konnten Nick und Tatjana fliehen und befinden sich nun ebenfalls versteckt in der großen Filmstudio-Halle.
Harry kommt mit Juri und Juris Gehilfen in den Filmstudios an. Sofort entbrennt auf dem Gelände vor der Filmstudio-Halle ein großes Feuergefecht. Harry setzt sich vom Schusswechsel ab und gelangt in die Filmstudio-Halle. Er überrascht alle mit seiner Anwesenheit und er fordert von Dr. Vestry den Scheck über 5 Millionen Dollar. Hans Schreiber und Harry stehen sich nun mit Waffen gegenüber. Schreiber will mit den Bildern nach Helsinki. Brandy schlägt sich auf dessen Seite und sie fliehen. Dr. Vestry nimmt den Hinterausgang und darf auch – mit Harrys Einverständnis – fliehen. Man hört die Sirenen der ankommenden Polizei ... Juri ist mit seinen Männern immer noch in die wilde Schießerei vor der Filmstudio-Halle verwickelt und Alexej Alexejewich hört immer noch am Telefoin alles mit an ... und ist entsetzt. Beide verfluchen Harry Palmer.
Tatjana und ihr Vater sind wieder gesund vereint. Nick und Harry sind gerettet.
Nachspiel: Harry sitzt mit Nick, Tatjana, ihrem Vater und Dr. Vestry entspannt in einem Restaurant. Dr. Vestry bringt einen Toast auf Harry Palmer aus, der gerührt die Rechnung für alle bezahlen will. Doch General Kornikow, der auch mit seiner Frau im Lokal sitzt, hat die Rechnung bereits beglichen. Kornikow lobt Palmer ebenfalls für die Verhinderung des Raubes von Schätzen aus der Eremitage. Außerdem hätte die russische Polizei das gestohlene Plutonium wiedergefunden. Alle Diebe werden inhaftiert, außer Hans Schreiber und Brandy. Doch Kornikow versichert, dass auch sie nicht entkommen werden.
Gemälde gegen Cash und Cash gegen Plutonium – ein Dreiecksgeschäft, von dem die St. Petersburger Polizei schon lange wusste, wie Kornikow berichtet.
Tatjanas Vater informiert die Anwesenden noch, dass der Eremitage von einem „anonymen Spender“ 5 Millionen Doller gespendet wurden.
Dr. Vestry kann nur müde lächeln – sein Geld ist futsch.

## Produktion und Hintergrund
Im englischen Wikipedia-Eintrag zu diesem Film wird Len Deighton als Drehbuchautor für die Charaktere erwähnt. Im Filmvorspann und im Abspann der deutschen DVD wird er jedoch nicht erwähnt.
Als ausführender Produzent wird im Filmvorspann der deutschen DVD Harry Alan Towers genannt.